# Empoasca paraterminalis
Empoasca paraterminalis är en insektsart som beskrevs av Qin och Zhang 2007. Empoasca paraterminalis ingår i släktet Empoasca och familjen dvärgstritar. Inga underarter finns listade i Catalogue of Life.